# زيليسزو
زيلسزو هي قرية في مقاطعة الإدارية لغمينيا بوليسلاويك، انخفاض محافظة سيليزيا غمينا بوليسلاويك، في مقاطعة بوليسلاويك، السفلى محافظة سيليزيا، في جنوب غرب بولندا وقبل 1945 كان في ألمانيا.
انها تقع تقريبا 11 كم ميل على إلى الجنوب الشرقي من بوليسلاويك، و 99 كم ميل بر على غرب العاصمة الإقليمية فروتسواف.
منازل القرية كنيسة بروتستانتية صممت في 1796-1797 من قبل كارل جوتهارد، هي حاليا في مرحلة التحديث والمضي قدما في طريق مؤسسة التراث (FUNDACJA Twoje Dziedzictwo).